# 艾爾多安醫院
艾爾多安醫院（土耳其語：Erdoğan Hastanesi）又稱索馬利亞—土耳其教學研究醫院，原稱迪格費爾醫院，是索馬利亞首都摩加迪休的一間醫院。

## 歷史
艾爾多安醫院於1960年代由義大利公司迪格費爾（Digfer）建成，1990年代索馬利亞內戰爆發後醫院時常關閉，在國際醫療團支持下短暫運作。
2013年，索馬利亞與土耳其政府簽訂協議，讓土耳其政府的土耳其援外總署協助整修醫院設施，使其達到國際標準。2015年1月，索馬利亞總統哈桑·謝赫·馬哈茂德與土耳其總統雷傑普·塔伊普·艾爾多安共同主持醫院開幕，醫院改名為「艾爾多安醫院」以向艾爾多安致敬。
整修完後的醫院佔地13,500平方公尺，共有200張床位、20個嬰兒保溫箱、14張新生兒加護病房床位、12張加護病房床位、4間手術室以及實驗室，科別包括外科、神經外科、整形外科、小兒科、婦產科、泌尿科、麻醉科、放射科、牙科與眼科等。土耳其政府並提供部分醫院運作所需的資金以及醫療人員。